# Staurastrum galeatum
Staurastrum galeatum là một loài Song tinh tảo trong họ Desmidiaceae, thuộc chi Staurastrum.